# Nowopołock (stacja kolejowa)
Nowopołock (biał. Наваполацк, ros. Новополоцк) – towarowa stacja kolejowa w miejscowości Nowopołock, w obwodzie witebskim, na Białorusi. Położona jest na odgałęzieniu linii Połock - Mołodeczno. Jest stacją krańcową.
Stacja obsługuje rafinerię ropy naftowej Naftan.